# Alegere de asasini (film)
Alegere de asasini (titlul original: în franceză Un choix d'assassins) este un film thriller dramatic, coproducție franco-italiană, realizat în 1967 de regizorul Philippe Fourastié, după romanul omonim al scriitorului William P. McGivern, protagoniști fiind actorii Bernard Noël, Duda Cavalcanti, Mario David și Robert Dalban.
Intriga deosebit de palpitantă ascunde în spatele ei o lucidă analiză a resorturilor sufletești umane.

## Rezumat
În urma unui accident auto, în care soția sa a murit, Stéphane Destouches, un autor de benzi desenate pentru copii, cade treptat în alcoolism și declin fizic, rătăcind pe drumurile Marocului. La capătul resurselor și puterii de voință, își schimbă viața pentru un pahar de coniac când întâlnește un traficant de arme vulgar, Domenico, care nu va ezita și îl va încartirui în schimbul promisiunii lui  de a ucide pe oricine va alege el. Doar o fetiță, cunoscută pe o plajă din Casablanca, îi aduce spontaneitate și prospețime și când mama ei, o americancă bogată, se sinucide, consulatul american îi cere să aibă grijă de fetița care are doar în el încredere. 
Între timp, întâlnește o tânără, Tani, care a avut dificultăți cu poliția. Ea îi cere să obțină anumite informații despre activitățile bandei, în schimbul recuperării pașaportului ei. Stéphane îl obține. Ulterior, liderul bandei îl desemnează pe șeful poliției drept victima pe care Stéphane trebuie să o omoare. Totuși, gangsterii au aflat că tânăra a anunțat poliția și ea a preferat să moară sub tortură decât să dezvăluie numele informatorului ei. Revoltat, designerul îl ucide pe liderul gangsterilor, permițând astfel poliției să demoleze banda care făcea traficul de arme. Apoi, în ciuda pericolului care îl amenință acolo, o însoțește pe fetiță la Lausanne.

## Distribuție
- Bernard Noël – Stéphane
- Duda Cavalcanti – Tani
- Mario David – Scarlati
- Guido Alberti – Domenico, liderul bandei
- Robert Dalban – comisarul
- Corinne Armand – Jennifer
- Marcel Lupovici – Quessada
- Manuela von Oppen – Catherine Davis, mama lui Jennifer
- Antonio Passalia – Paco
- Raymond Studer – caporalul
- Roger Scipion – barmanul